# Genoomproject

Het genoom van de bacteriofaag φX174, bestaande uit 5386 basenparen. Elk gekleurd blokje vertegenwoordigt een gen.

Een genoomproject is een wetenschappelijke onderneming om het genoom van organismen (dieren, planten, schimmels, bacteriën, virussen) in kaart te brengen. Een voorbeeld is het in kaart brengen van het menselijk genoom.

## Geschiedenis
Het eerste genoom dat in zijn geheel is gesequencet was dat van de bacteriofaag φX174 in 1977. Dit virus had een relatief kort genoom en het DNA was bovendien eenvoudig te zuiveren. In de jaren die volgden werd ook van andere virussen het genetisch materiaal ontcijferd. Voor het eerst in de geschiedenis kon men een volledige sequencing uitvoeren zonder voorafgaande kennis van het genetisch profiel van het betreffende organisme.